# Gornja Jagodnja
Gornja Jagodnja je naselje u sastavu Općine Polača, u Zadarskoj županiji. Nalazi se 10 kilometara sjeveroistočno od Biograda i 6 kilometara jugozapadno od Benkovca.

## Stanovništvo
Prema popisu iz 2011. naselje je imalo 85 stanovnika.
| broj stanovnika | 277   | 579   | 328   | 314   | 362   | 452   | 487   | 534   | 568   | 642   | 622   | 603   | 534   | 490   | 46    | 85    | 93    |
|                 | 1857. | 1869. | 1880. | 1890. | 1900. | 1910. | 1921. | 1931. | 1948. | 1953. | 1961. | 1971. | 1981. | 1991. | 2001. | 2011. | 2021. |

## Povijest
Mjesto se naseljava u 18. stoljeću.

## Zemljopis
Gornja Jagodnja je u općini Polača, na 117 metara nadmorske visine te proteže na 8,49 km².

## Obrazovanje
Osnovna škola